# Stolpe an der Peene
Stolpe an der Peene é um município da Alemanha localizado no distrito de Vorpommern-Greifswald, estado de Mecklemburgo-Pomerânia Ocidental.
Pertence ao Amt de Anklam-Land. Até 1 de dezembro de 2014, era denominado apenas Stolpe.